# Frank Vandenbroucke
Frank Vandenbroucke (Mouscron, Valonia, Bélgica, 6 de noviembre de 1974 – Saly, Senegal, 12 de octubre de 2009), también conocido como “VDB” —acrónimo de su apellido— o “l’enfant terrible du cyclisme belge” ("el enfant terrible del ciclismo belga"), fue un ciclista profesional belga, considerado como uno de los mejores clasicómanos de la época moderna. Sobrino de Jean-Luc Vandenbroucke, ciclista profesional en los años 90 y primera década del siglo XXI. Fue reconocido y apreciado en su país como una figura deportiva y social de primer orden, después de varias actuaciones destacadas en carreras en la temporada de 1999, con victorias en las clásicas Het Volk y Lieja-Bastoña-Lieja, así como en la Vuelta a España, que le hicieron evolucionar desde un corredor completo hasta un referente a nivel mundial en todos los terrenos.
Descrito por sí mismo y su entorno como un hombre de personalidad frágil, se vio envuelto, por culpa de su éxito fulgurante, en numerosos escándalos sociales relacionados con el dopaje y las drogas, así como diversos episodios de escarnio público en el ámbito deportivo. Sometido en varias ocasiones a un proceso de reconstrucción personal y familiar durante los últimos años de su vida, cometió un intento frustrado de suicidio en 2007, para fallecer dos años después por una doble embolia pulmonar en una habitación de hotel, durante un período de vacaciones en Senegal.

## Biografía

### Crianza y carrera como aficionado
A pesar de nacer en la ciudad belga de Mouscron, (Provincia de Henao) creció y vivió durante su infancia y juventud en Ploegsteert, un pequeño municipio de la misma provincia pero dentro del distrito de Comines-Warneton, situado a dos kilómetros de la frontera norte de Francia pero alemanoparlamente.[cita requerida]
El círculo familiar de Vandenbroucke siempre estuvo ligado al deporte ciclista: su padre, Jean-Jacques —excorredor y mecánico en varios equipos—, y su tío Jean-Luc (profesional de 1975 hasta 1988) constituían una de las familias más influyentes del ciclismo belga; además, su primo Jean-Denis fue corredor profesional durante la segunda mitad de los años 90. A pesar de ello, Vandenbroucke comenzó su actividad deportiva en el club Entente Athlétique Hainaut de atletismo, después de sufrir en 1978, con solo 4 años de edad, un atropello por un coche de rallye en la plaza de Ploegsteert, su ciudad, cuando pedaleaba con su bici mientras el vehículo reconocía un tramo especial de competición. Dicho accidente le produjo una fractura en la rodilla derecha, lo que le obligó a ser intervenido en cuatro ocasiones. Su habilidad para todo tipo de deportes le sirvió para ser campeón regional escolar de atletismo a los 12 años, pero una nueva fractura en un brazo, producida en su colegio, le llevó a practicar el ciclismo de forma más habitual.[cita requerida]
Vandenbroucke, que obtuvo su primera licencia ciclista en 1989 y ganó su primera carrera en la localidad de Brakel, destacó muy pronto entre los ciclistas de su generación, con ocho triunfos en las competiciones que disputó en 1990. En 1991, tras obtener quince victorias, se impuso en el Campeonato de Bélgica de cadetes, título que revalidó como júnior en la prueba disputada al año siguiente en Halanzy. Meses después, Vandenbroucke obtuvo la medalla de bronce en el Campeonato del Mundo júnior de Atenas. Con ocho triunfos en 1993 y sin terminar su primera campaña como ciclista amateur, fue reclutado por el equipo profesional Lotto, dirigido por su tío Jean-Luc, y fue rápidamente señalado por la prensa y los aficionados como el ciclista belga más prometedor de su generación.[cita requerida]

### 1994-1998: consolidación en el campo profesional

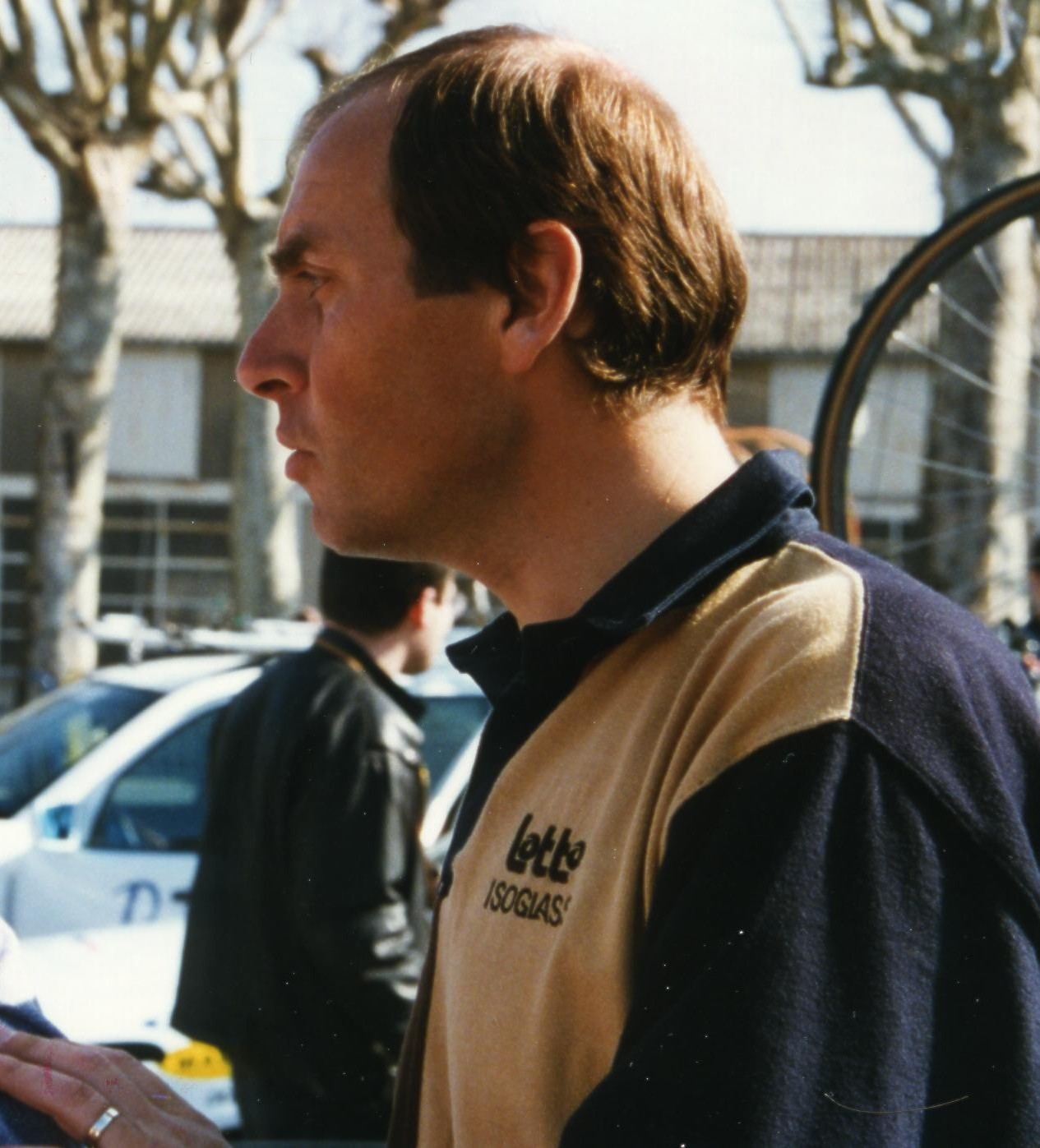
Jean-Luc Vandenbroucke, tío y primer director en profesionales de Frank.

En su primer año completo en profesionales, en 1994 en el Lotto, obtuvo su primera victoria en el Tour del Mediterráneo, lo que le lanzó al estrellato en su país con sólo 19 años. Esa misma temporada, Vandenbroucke logró numerosas plazas de honor en diversas carreras, que motivaron su convocatoria para participar, por primera vez, en un Campeonato del Mundo en Ruta en Agrigento (Sicilia, Italia). Sin embargo, a finales de año, decidió romper de manera unilateral su contrato con Lotto y se unió a Mapei para la temporada de 1995, hecho que provocó un conflicto internacional con repercusión en tribunales. Ya en el equipo italiano, dirigido por Patrick Lefevere, Vandenbroucke se adjudicó, entre sus siete victorias del año, dos importantes carreras de un día: el GP Cholet-Pays de Loire, en marzo, y la París-Bruselas, en septiembre. A pesar de ello, renunció al Campeonato del Mundo en Ruta, a disputar en Duitama (Colombia) a causa de una lesión en la rodilla, cuya recaída en forma de dolores procedente de un percance anterior, le obligó a cerrar su temporada.
La temporada de 1996 constituyó su lanzamiento definitivo como profesional, consiguiendo catorce victorias, entre ellas su primera clasificación general en una vuelta por etapas, en el mismo Tour del Mediterráneo en que destacó dos años antes, así como en la montañosa Vuelta a Austria, en la que se anotó cuatro triunfos parciales. Vandenbroucke levantó ese año sus aspiraciones como corredor de vueltas por etapas, al finalizar cuarto en la prestigiosa París-Niza, pero tampoco dejó de lado las clásicas de un día, entre las que obtuvo la victoria en el Gran Premio de Plouay.[cita requerida] Además participó en los Juegos Olímpicos de Atlanta.[cita requerida]
Los dos años siguientes le sirvieron para seguir construyendo su carrera profesional, debutando en el Tour de Francia en Tour de Francia y anotándose dos victorias de gran prestigio en 1998: la París-Niza, cimentada en una etapa vencida en solitario en la ascensión al Col de la République, y la Gante-Wevelgem, apenas un mes después a principios de abril. Vandenbroucke, que se impuso igualmente en la Tour de Valonia y en la Vuelta a Galicia, firmó ese mismo año por el conjunto francés Cofidis, a partir de la temporada de 1999.

### 1999: explosión deportiva
Esta campaña constituiría su explosión como corredor. Vandenbroucke comenzó su programa de competiciones de 1999 en febrero, anotándose una etapa de la Vuelta a Andalucía y venciendo en la Het Volk flamenca, para luego clasificarse cuarto en la París-Niza, segundo en los Tres días de La Panne —donde ganó una etapa— e igualmente segundo en el Tour de Flandes, donde, tras un pinchazo en la ascensión al decisivo Kapelmuur, fue capaz de conectar con sus adversarios, los belgas Johan Museeuw y Peter Van Petegem, para terminar perdiendo el sprint final. Durante el inicio de campaña, Vandenbroucke mostró su carácter impasible, llegando a abandonar la Gante-Wevelgem, donde había ganado el año anterior, como coacción hacia su equipo para que le llevase a la París-Roubaix, donde finalmente terminó séptimo. Sin embargo, tras dichas carreras, Vandenbroucke ofreció su mayor exhibición como profesional el 19 de abril, durante la Lieja-Bastoña-Lieja, en la que realizó un ataque incontestable para su gran rival, el italiano Michele Bartoli, en el ascenso a La Redoute. Vandenbroucke atacó nuevamente en la subida a Saint-Nicolas, finalizando la prueba con medio minuto de ventaja sobre sus perseguidores.

#### Exhibición en la última semana de la Vuelta y Mundial
Al final de dicha temporada, Vandenbroucke participó en la Vuelta a España, donde finalizó 12.º haciendo una extraordinaria última semana venciendo en dos etapas, con finales en Teruel y en Ávila; donde en la segunda de ellas "acabó" con sus rivales en la ascensión al Puerto de Navalmoral poniendo un fortísimo ritmo, y tras la reunificación del grupo descolgándoles nuevamente en el tramo final del adoquinado sobre las murallas de la capital abulense, donde sobrepasó a Mikel Zarrabeitia para ganar en solitario. Pero además en esa última semana de la Vuelta también logró un segundo puesto en la etapa con final en Abantos y un tercer puesto en una contrarreloj de 46 km; ello le hizo hacerse con la clasificación de la regularidad, que logra in extremis el último día en los sprints intermedios de La Castellana.
A pesar de contar con el apoyo del alemán Jan Ullrich, vencedor de la reciente Vuelta con el que Vandenbroucke colaboró durante la prueba, finalizó séptimo en el Campeonato del Mundo en Ruta disputado en Verona, en el que se impuso el español Óscar Freire, acabando Frank en séptima posición, en gran parte por culpa de una fisura de muñeca que le impide ponerse de pie sobre la bicicleta.[cita requerida]
Esos buenos resultados le hicieron alzarse con el tercer puesto en la Copa del Mundo y en el Ranking UCI.

#### Escarceos con el dopaje
Vandenbroucke, que se había marcado como objetivo de 1999 la clasificación general de la Copa del Mundo sin conseguirlo —había logrado ser octavo un año antes, puesto que elevó al tercero en 1999—, estuvo siempre acompañado en Cofidis por su amigo y compañero de entrenamientos Nico Mattan, así como por Philippe Gaumont, quienes le facilitaron su adaptación y le hicieron erigirse en líder del equipo, por encima del escocés David Millar, con quien mantuvo siempre una agria confrontación. Además, Gaumont, que le introdujo por primera vez a las prácticas dopantes, presentó a Vandenbroucke al médico francés Bernard Sainz —también conocido como "Doctor Mabuse"—, quien le causó numerosos problemas con la policía y otras autoridades. En junio de 1999, Vandenbroucke fue investigado por la Gendarmería francesa en su relación con Manolo Saiz, implicado este en una redada en sustancias prohibidas, entre cuyos clientes aparecía Vandenbroucke, quien asegura poder haber sido "ingenuo, pero nunca deshonesto". Cofidis le mantuvo suspendido de forma cautelar durante la parte central de la temporada (durante seis meses). En agosto quedó liberado de todos los cargos y el equipo le levantó la sanción. Tras un intento de romper el contrato tras la Vuelta a España del 1999, ambas partes acordaron continuar sus vínculos contractuales durante la temporada de 2000.[cita requerida]

### 2000-2001: primeros problemas deportivos
Tras ser segundo en el Campeonato de Bélgica en Ruta de 2000, Vandenbroucke se postulaba como la gran alternativa al dominio de Lance Armstrong en la lucha por la clasificación general del Tour de Francia. Sin embargo, Vandenbroucke abandonó la carrera por enfermedad, lo que ocasionó la pérdida de confianza por parte de su equipo, que le rescindió el contrato. Desconcertado y con tendencia a la depresión, recibió ayuda psicológica en agosto de 2000, algo que en el 2008 negaría en su autobiografía titulada "No soy Dios", eso sí, en dicha autobiografía admitió su vinculación con mundo de las drogas, sus problemas sentimentales y sus intentos de suicidio. Semanas después, firmó con el equipo italiano Lampre, equipo con el que no debutó hasta el mes de abril, a causa de su prolongada inactividad en momentos anteriores que le provocaron estar bajo de forma para competir. Tras un decepcionante año, Vandenbroucke pasó al equipo belga Domo-Farm Frites en 2002, retornando así al mando de Lefevere.[cita requerida]

### 2002-2006: problemas personales y deportivos

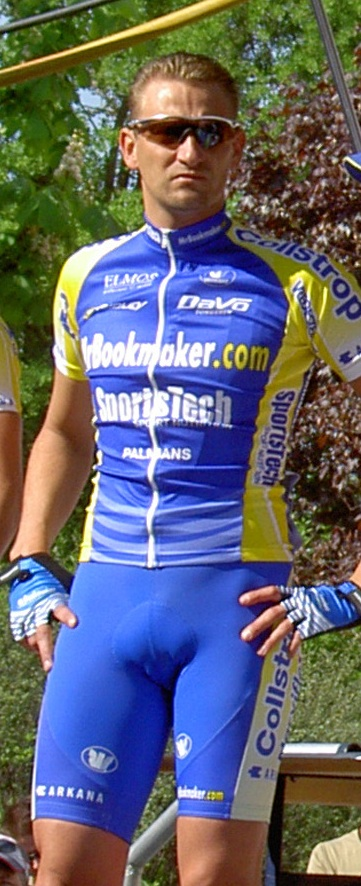
Vandenbroucke durante la presentación del equipo MrBookmaker.com en la Rund um den Henninger Turm de 2005.

El 27 de febrero de 2002, Vandenbroucke fue registrado en su domicilio, encontrándose numerosos productos dopantes, como EPO, clembuterol y morfina. Durante el interrogatorio posterior al registro, Vandenbroucke afirmó poseer la EPO para curar una enfermedad de su perro. Al día siguiente, su equipo le suspendió y la justicia belga le inculpó por posesión de productos ilegales. Un mes después, el 21 de marzo, la comisión disciplinaria de la Real Liga Velocipédica Belga (RLVB) le suspendió durante seis meses por una infracción a tal efecto, y le impuso una multa de 10 000 francos suizos. Sin embargo, Vandenbroucke volvió a formar equipo con Patrick Lefevere en 2003 y recuperó parte de su nivel de antaño, finalizando una vez más segundo en el Tour de Flandes, por detrás de Van Petegem.[cita requerida]
Después de dicha carrera, en la que Vandenbroucke fue acusado por Lefevere de no haber rendido lo suficiente para llevarse la victoria, la relación entre ambos se enfrió, lo que llevó a Vandenbroucke a fichar por el equipo italiano Fassa Bortolo, dirigido por Giancarlo Ferretti, en 2004. En dicha escuadra logró volver a rendir a buen nivel, acabando sexto en la París-Niza, séptimo en la Flecha Valona y octavo en la Setmana Catalana, pero en 2005 decidió regresar a su país para correr en el equipo Mr Bookmaker, comandado por Hilaire van der Schueren. Su nuevo director, harto de su falta de profesionalidad un año después tras no haber cosechado resultados, conformista por su contracto de larga duración, le requirió demostrar "si merece entrar en la categoría de ciclista". Vandenbroucke fue despedido en julio de 2006, ya en el nuevo equipo Unibet.com, tras cortar toda comunicación con su equipo. En agosto de ese mismo año, estableció contactos con Palmiro Masciarelli para incorporarse al equipo italiano Acqua & Sapone.

### 2007-2009: intento de suicidio y ligera reconstrucción personal

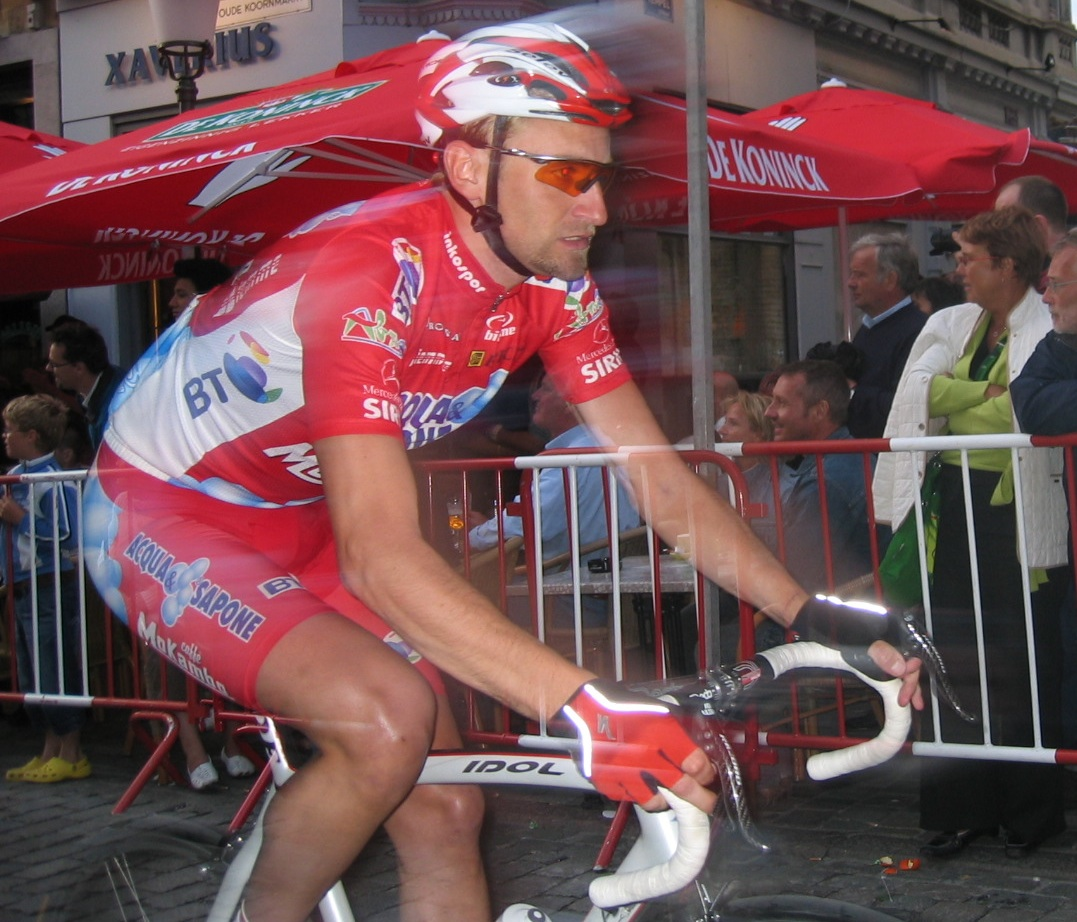
Vandenbroucke, en 2007, antes de una de sus primeras carreras con el equipo italiano Acqua & Sapone.

El 6 de junio de 2007, Vandenbroucke intentó suicidarse. Ingresado en el hospital Fornaroli de la localidad italiana de Magenta, cerca de Milán, se recuperó de un parte médico "grave" tras recibir apoyo psicológico, derivado de su situación personal, y retornó a la competición en septiembre de ese año, participando en la París-Bruselas antes de dejar el equipo. En 2008, Vandenbroucke fichó por el equipo Mitsubishi-Jartazi, con el objetivo de participar en las principales carreras belgas. Sin embargo, su fichaje fue torpedeado por la UCI, que rehusó invitar a su equipo a las carreras ProTour a menos que Vandenbroucke renunciase a participar en dichas pruebas, excusándose bajo la suspensión por dopaje de Vandenbroucke en 2002, así como su participación bajo identidad falsa en una carrera amateur italiana en 2006.
Tras disputar las primeras carreras de la temporada profesional, Vandenbroucke fue requerido por el tribunal belga de Ypres para comparecer en una vista oral en relación con una supuesta red de tráfico de drogas. Su mujer, Sarah Pinacci, reconoció durante su declaración que Vandenbroucke se había convertido en un "adicto a la cocaína". El equipo Mitsuhishi-Jartazi le apartó del grupo de trabajo, para, semanas después, suspenderle de empleo y sueldo a causa de sus problemas familiares, los cuales le reclama arreglar para dedicarse plenamente al ciclismo.
En 2009, Vandenbroucke fue contactado por Mattan para formar, por medio de una fusión con el equipo australiano Fuga-Down Under, un conjunto de categoría continental (tercera división) llamado Cinelli-Down Under. Con él, Vandenbroucke consiguió su última victoria como profesional —una etapa contrarreloj del Boucle de l'Artois, en cuya clasificación general acabó tercero tras liderar la prueba—, así como varias victorias en pruebas no profesionales, con las que cubre las carencias económicas de su equipo, el cual no le abona sueldo fijo. Sin embargo, el 19 de agosto de ese mismo año y aconsejado por Mattan, Vandenbroucke rescindió su contrato en la UCI, ante la imposibilidad de encontrar un apoyo mejor en un equipo importante. En una clara recuperación de protagonismo mediático, Vandenbroucke colaboró como columnista para el periódico Het Nieuwsblad durante los Campeonatos del Mundo en Ruta, celebrados en septiembre de ese año en Mendrisio (Suiza).

## Fallecimiento

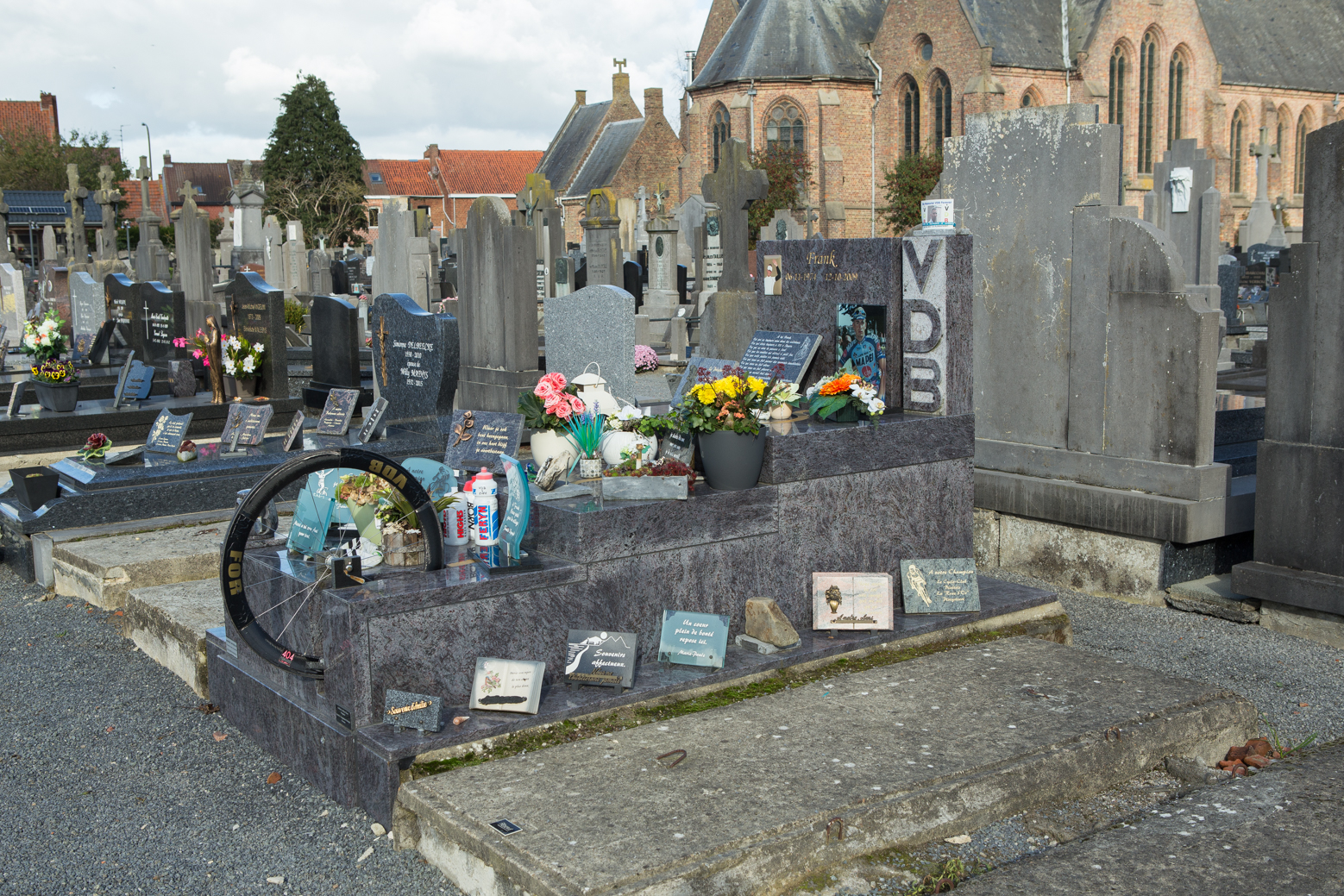
Tumba de VDB.

Contratado, según su entorno, por el equipo español Fuji-Servetto para 2010, Vandenbroucke viajó junto a su amigo, el joven ciclista profesional Fabio Polazzi, a unas vacaciones en Saly (Senegal).[cita requerida]
El día 12 de octubre de 2009, después de una noche de fiesta con su compañero de viaje se citó con una chica senegalesa, en una habitación del establecimiento "La maison bleue" ("La casa azul"), a tres kilómetros del hotel donde se alojaba. Ésta vio como Vandenbroucke se desmayaba tras afirmar encontrarse mal. Vandenbroucke fallecía de forma natural a causa de una doble embolia pulmonar, unida a una afección cardíaca, poco después. Su compañero Polazzi fue requerido al día siguiente por la policía, con el fin de comunicarle su fallecimiento y solicitarle el reconocimiento de sus prendas.
El diario "De Morgen" atestiguó, el lunes 12 de octubre, el hallazgo de somníferos, ansiolíticos e insulina en la habitación donde falleció Vandenbroucke. El martes 13 de octubre, tres personas, entre ellas la chica senegalesa con la que Vandenbroucke pasó sus últimas horas de vida, fueron detenidos por el supuesto robo de dinero y algunas de sus pertenencias, además de la utilización de sus teléfonos móviles, si bien fueron luego exculpados de cualquier responsabilidad en su fallecimiento. La primera autopsia, realizada en Dakar el jueves 15 de octubre por el forense Isidore Boye, no detectó restos de alcohol en su sangre, aunque sí constató la presencia de varias marcas de jeringuillas en su brazo izquierdo, hecho por el cual la policía senegalesa trató a Vandenbroucke en la autopsia como un "toxicómano". Una segunda autopsia, ya en territorio belga, sería realizada en los días siguientes.

## Vida privada y problemas familiares
Fiel a su fama de díscolo, alocado y extravagante, Vandenbroucke protagonizó numerosas excentricidades fuera de las carreras en sus últimos años de vida. Comprometido en 1999 con su primera pareja, Clothilde Menu, con quien tuvo una hija —Cameron, en febrero de ese año—, Vandenbroucke conoció un año después a la que sería finalmente su esposa, la modelo Sarah Pinacci, con quien, tras coincidir durante la Vuelta a España 1999, en la que Pinacci ejercía como azafata del equipo Saeco, contrajo matrimonio el 22 de octubre de 2000. Ambos se trasladaron a vivir en Lebbeke, cerca de Bruselas, inicio de una relación llena de altibajos y sin apenas convivencia mutua, a pesar de tener una hija en común —llamada Margaux—, el trato entre ambos llegó a su fin en julio de 2006.[cita requerida] En medio de una discusión, Vandenbroucke disparó al techo de su casa con una escopeta de caza, hecho tras el cual Pinacci pidió el divorcio y amenazó con abandonarle, llevándose a la hija de ambos. Jean-Jacques, padre de Vandenbroucke, aseguró que su hijo había intentado asustar a Pinacci por vía telefónica, simulando un supuesto suicidio tras el cual la pareja llamó a la policía y se personó en su casa, lo que motivó la discusión.[cita requerida]
En 1999, Vandenbroucke había sido hospitalizado a causa de una depresión, después de la suspensión que le impuso su equipo. Tres años más tarde, en 2002, Vandenbroucke fue privado por dos veces de su permiso de conducir tras dar positivo en sendos controles de alcoholemia, el segundo de los cuales arrojó una tasa de 1,8 gramos de alcohol por litro de sangre. Un año más tarde, Vandenbroucke hizo repetidas apariciones en público en las que parecía estar consumiendo drogas. En 2006, y después de haber sido despedido de su equipo, el Unibet.com, se presentó en una carrera de aficionados del norte de Italia con una licencia falsa, en la que aparecía el nombre de Francesco del Ponte —italianización de su propio nombre— y una foto del ciclista belga Tom Boonen. Vandenbroucke fue descubierto y expulsado cuando, según testigos, a un kilómetro de la meta y marchando destacado en cabeza, se dio la vuelta, literalmente, con la intención de irse a su casa.
Un año después, el 6 de junio de 2007, Vandenbroucke fue hospitalizado de urgencia con una intoxicación por ingesta de fármacos. Según el director deportivo de su equipo, Lorenzo di Lorenzo, Vandenbroucke habría intentado suicidarse, hecho desmentido por éste un día más tarde. Sin embargo, las declaraciones de su psicólogo, Jef Brouwers, confirmaron el intento de suicidio del ciclista, atribuyéndolo inicialmente a la lesión de rodilla lo había mantenido inactivo desde el invierno de 2006, impidiéndole, participar en el Giro de Italia. Vandenbroucke reconoció, días más tarde, que efectivamente se había intentado suicidar, en parte por sus continuos problemas deportivos, pero también por su desesperada situación familiar, con un matrimonio en trámites de separación y alejado de sus hijas. Todo ello lo relato el propio Frank en su autobiografía publicada en abril de 2008.

## Palmarés
| 1994 - 1 etapa del Tour del Mediterráneo - G. P. Bellegem 1995 - G. P. Cholet-Pays de Loire - París-Bruselas - 1 etapa del Tour de Luxemburgo 1996 - Tour del Mediterráneo, más 1 etapa - Scheldeprijs Vlaanderen - Vuelta a Austria, más 3 etapas - Binche-Tournai-Binche - 2 etapas del Tour de Valonia - G. P. Wingene - Gran Premio de Plouay - Trofeo Laigueglia 1997 - Vuelta a Colonia - 2 etapas de la Vuelta a Austria - Tour de Luxemburgo, más 1 etapa - Trofeo Matteotti 1998 - París-Niza, más 2 etapas - Gante-Wevelgem - Clásica de Ordizia - Tour de Valonia, más 2 etapas - Vuelta a Galicia, más 1 etapa | 1999 - Gran Premio Ouverture la Marsellesa - 1 etapa de la Vuelta a Andalucía - Het Volk - 1 etapa de la París-Niza - 1 etapa de los Tres Días de La Panne - Lieja-Bastogne-Lieja - 2 etapas de la Vuelta a España, más clasificación por puntos - 3.º en la Copa del Mundo - 3.º en el Ranking UCI 2000 - 2.º en el Campeonato de Bélgica en Ruta 2005 - 3.º en el Campeonato de Bélgica Contrarreloj 2009 - 1 etapa de la Boucle de l'Artois |

## Resultados
Durante su carrera deportiva ha conseguido los siguientes puestos en Grandes Vueltas y carreras de un día:

### Grandes Vueltas
| Carrera | Carrera         | 1993 | 1994 | 1995 | 1996 | 1997 | 1998 | 1999 | 2000 | 2001 | 2002 | 2003 | 2004 | 2005 | 2006 | 2007 | 2008 | 2009 |
| ------- | --------------- | ---- | ---- | ---- | ---- | ---- | ---- | ---- | ---- | ---- | ---- | ---- | ---- | ---- | ---- | ---- | ---- | ---- |
|         | Giro de Italia  | —    | —    | —    | —    | —    | —    | —    | —    | —    | —    | —    | —    | —    | —    | —    | —    | —    |
|         | Tour de Francia | —    | —    | —    | 50.º | —    | —    | Ab.  | —    | —    | —    | —    | —    | —    | —    | —    | —    | —    |
|         | Vuelta a España | —    | —    | —    | —    | —    | Ab.  | 12.º | —    | —    | —    | —    | —    | —    | —    | —    | —    | —    |

### Clásicas, Campeonatos y JJ. OO.
| Carrera                | Carrera                | 1993          | 1994          | 1995          | 1996 | 1997          | 1998          | 1999          | 2000  | 2001          | 2002          | 2003          | 2004  | 2005          | 2006          | 2007          | 2008 | 2009 |
| ---------------------- | ---------------------- | ------------- | ------------- | ------------- | ---- | ------------- | ------------- | ------------- | ----- | ------------- | ------------- | ------------- | ----- | ------------- | ------------- | ------------- | ---- | ---- |
| Omloop Het Volk        | Omloop Het Volk        | —             | —             | —             | 52.º | —             | 37.º          | 1.º           | 63.º  | —             | —             | 4.º           | —     | —             | —             | —             | —    | —    |
| Kuurne-Bruselas-Kuurne | Kuurne-Bruselas-Kuurne | —             | —             | —             | —    | —             | 2.º           | —             | 13.º  | —             | —             | —             | 13.º  | —             | —             | —             | —    | —    |
|                        | Milán-San Remo         | —             | —             | —             | 20.º | —             | 136.º         | 48.º          | 139.º | —             | —             | 114.º         | 66.º  | —             | —             | —             | —    | —    |
| A Través de Flandes    | A Través de Flandes    | —             | —             | —             | —    | —             | —             | 5.º           | —     | —             | —             | 9.º           | —     | —             | 35.º          | —             | —    | Ab.  |
| E3 Harelbeke           | E3 Harelbeke           | —             | —             | —             | —    | —             | —             | 3.º           | Ab.   | —             | —             | 47.º          | —     | —             | Ab.           | —             | —    | —    |
| Gante-Wevelgem         | Gante-Wevelgem         | —             | 60.º          | —             | —    | —             | '1.º'         | —             | —     | —             | —             | —             | —     | —             | —             | —             | —    | —    |
|                        | Tour de Flandes        | —             | —             | —             | —    | —             | —             | '2.º'         | —     | —             | —             | '2.º'         | 44.º  | —             | Ab.           | —             | —    | —    |
| Scheldeprijs           | Scheldeprijs           | —             | 12.º          | —             | 1.º  | 111.º         | —             | —             | —     | —             | —             | 44.º          | —     | —             | —             | —             | —    | —    |
|                        | París-Roubaix          | —             | —             | —             | —    | —             | —             | '7.º'         | —     | Ab.           | —             | Ab.           | Ab.   | —             | —             | —             | —    | —    |
| Flecha Brabanzona      | Flecha Brabanzona      | —             | —             | —             | —    | —             | —             | —             | —     | —             | —             | —             | —     | —             | —             | Ab.           | —    | Ab.  |
| Amstel Gold Race       | Amstel Gold Race       | —             | —             | —             | 21.º | —             | 22.º          | 25.º          | —     | Ab.           | —             | 19.º          | 18.º  | —             | Ab.           | —             | —    | —    |
| Flecha Valona          | Flecha Valona          | —             | 22.º          | —             | —    | —             | '2.º'         | —             | —     | —             | —             | 24.º          | '7.º' | —             | —             | —             | —    | —    |
|                        | Lieja-Bastoña-Lieja    | —             | —             | —             | —    | —             | '6.º'         | '1.º'         | —     | —             | —             | 11.º          | 16.º  | —             | —             | —             | —    | —    |
| Clásica San Sebastián  | Clásica San Sebastián  | —             | —             | '8.º'         | 40.º | 20.º          | 21.º          | —             | —     | —             | —             | —             | —     | —             | —             | —             | —    | —    |
| Gran Premio de Plouay  | Gran Premio de Plouay  | —             | —             | 29.º          | 1.º  | —             | —             | 9.º           | —     | —             | —             | 50.º          | —     | —             | —             | —             | —    | —    |
| Campeonato de Zúrich   | Campeonato de Zúrich   | —             | 50.º          | —             | 7.º  | —             | 2.º           | 70.º          | —     | —             | —             | Ab.           | —     | —             | —             | —             | —    | —    |
| París-Tours            | París-Tours            | —             | —             | —             | —    | —             | —             | 11.º          | —     | —             | Ab.           | —             | —     | —             | —             | —             | —    | —    |
| JJ. OO. (Ruta)         | JJ. OO. (Ruta)         | No se disputó | No se disputó | No se disputó | 25.º | No se disputó | No se disputó | No se disputó | —     | No se disputó | No se disputó | No se disputó | —     | No se disputó | No se disputó | No se disputó | —    | ND   |
| Mundial en Ruta        | Mundial en Ruta        | —             | Ab.           | —             | —    | —             | —             | '7.º'         | —     | —             | —             | —             | —     | —             | —             | —             | —    | —    |
| Bélgica en Ruta        | Bélgica en Ruta        | —             | 17.º          | 32.º          | —    | 12.º          | 24.º          | —             | 2.º   | —             | —             | —             | —     | —             | —             | —             | —    | —    |
| Bélgica Contrarreloj   | Bélgica Contrarreloj   | —             | —             | —             | —    | —             | —             | —             | —     | —             | —             | —             | —     | 3.º           | —             | —             | —    | —    |

—: No participa

Ab.: Abandona

X: Ediciones no celebradas

## Equipos
| - Lotto (1993-1994) - Mapei (1995–1998) - Mapei-GB (1995-1997) - Mapei-Bricobi (1998) - Cofidis (1999–2000) - Lampre-Daikin (2001) - Domo-Farm Frites (2002) - Quick Step-Davitamon (2003) | - Fassa Bortolo (2004) - Mr.Bookmaker/Unibet.com (2004-2006) - MrBookmaker.com-Palmans (2004) - MrBookmaker-Sports Tech (2005) - Unibet.com (2006) - Acqua & Sapone (2006-2007) - Mitsubishi-Jartazi (2008) - Cinelli-Down Under (2009) |